# Гексаплутонийкобальт
Гексаплутонийкобальт — бинарное неорганическое соединение
плутония и кобальта
с формулой CoPu6,
кристаллы.

## Получение
- Сплавление стехиометрических количеств чистых веществ:

{\displaystyle {\mathsf {6Pu+Co\ {\xrightarrow {395^{o}C}}\ CoPu_{6}}}}

## Физические свойства
Гексаплутонийкобальт образует кристаллы
тетрагональной сингонии,
пространственная группа I 4/mcm,
параметры ячейки a = 1,0475 нм, c = 0,5340 нм, Z = 4,
структура типа гексауранмарганец U6Mn

Соединение образуется по перитектоидной реакции при температуре 395°С.

## Химические свойства
- Разлагается при нагревании:

{\displaystyle {\mathsf {CoPu_{6}\ {\xrightarrow {>395^{o}C}}\ CoPu_{3}+3Pu}}}